# Marc Berenbeck
Marc Berenbeck (* 31. Januar 1976 in Wuppertal) ist ein ehemaliger Rollhockeyspieler und ehemaliger Trainer des RSC Cronenberg sowie der deutschen Rollhockey-Nationalmannschaft.

## Erfolge als Sportler
Von Jugend an bis zum Ende seiner aktiven Spielerlaufbahn spielte Berenbeck als Torhüter nur für den RSC Cronenberg und errang international mit der Rollhockey U17- und U20-Nationalmannschaft bei Jugend- und Junioreneuropameisterschaften Erfolge. Ein besonderer Erfolg für ihn war 1994 der Gewinn der Bronze-Medaille bei der Rollhockey U20-Europameisterschaft in Wuppertal.
Schon als Jugendlicher wurde Berenbeck ab 1993 in der 1. Herrenmannschaft des RSC Cronenberg eingesetzt und konnte in seiner aktiven Zeit bis 2010 acht Deutsche Meisterschaften und sechs DRIV-Pokalsiege verbuchen. International sammelte er Erfahrungen mit dem RSC Cronenberg im Europapokal der Vereinsmannschaften und in der Nationalmannschaft bei verschiedenen Rollhockey-Weltmeisterschaften, Rollhockey-Europameisterschaften und den World Games 2001 in Akita/Japan.

## Tätigkeiten als Trainer und Funktionär
Berenbeck betätigte sich frühzeitig auch als Jugendtrainer in verschiedenen Altersklassen während seiner kompletten aktiven Laufbahn beim RSC. Kurz vor Ende seiner aktiven Zeit im März 2010 wurde ihm das Traineramt der Rollhockey U20-Nationalmannschaft anvertraut, mit der sofort die Vorbereitung auf die Rollhockey U20-Europameisterschaft in Viareggio/Italien werden musste. Zu einem schweren Zwischenfall mit Herzstillstand, den er aber schnell und gut überwand, kam es während einer Auszeit beim Spiel um den dritten Platz bei der U20-Rollhockey-EM 2012.
Mit dem Ende seiner aktiven Zeit als Spieler nahm er 2010 neben der Betreuung der Junioren-Nationalmannschaft das Traineramt beim ERG Iserlohn auf, das er bis ins Jahr 2014 wahrnahm. In dieser Zeit betreute er die Mannschaft in der 1. Rollhockey-Bundesliga und bei den Europapokalspielen der Vereinsmannschaften in den Jahren 2011, 2012 und 2014. Als Nachfolger von Sven Steup übernahm Berenbeck zu Beginn der Saison 2014/15 zusammen mit Jordi Mollet die sportliche Leitung beim Rekordmeister RSC Cronenberg. Seit November 2013 ist er auch der verantwortliche Trainer für die Herren-Nationalmannschaft, die er zur Europameisterschaft im Juli 2014 im spanischen Alcobendas begleitete (4. Platz). Bei der Rollhockey-Weltmeisterschaft der Herren 2015 im französischen La Roche-sur-Yon erreichte er mit dem Nationalteam ebenfalls wieder den 4. Platz. Das Traineramt für die Rollhockey herrennationalmannschaft beendete er im Jahr 2016.
Nach seinen aktiven Zeiten als Spieler und Trainer übernahm er von Januar 2017 bis März 2018 im DIRV – Deutscher Rollschuh und Inlineverband – die Position des Vorstandes für Leistungssport. Ab März 2017 besetzte er in seinem Verein RSC Cronenberg bis Februar 2021 zusätzlich die Position des Sportlichen Leiters.